# Brachyhesma deserticola
Brachyhesma deserticola är en biart som beskrevs av Exley 1968. Brachyhesma deserticola ingår i släktet Brachyhesma och familjen korttungebin. Inga underarter finns listade.

## Bildgalleri

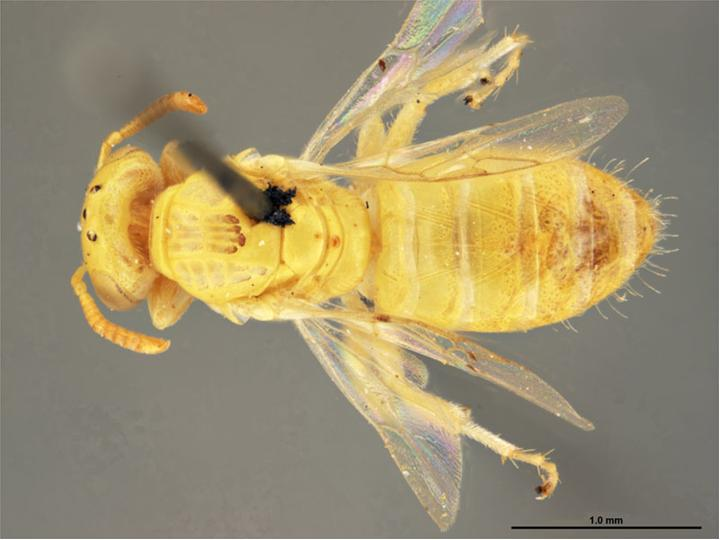